# Leptobatopsis bicolor
Leptobatopsis bicolor är en stekelart som beskrevs av Joseph Augustine Cushman 1933. Leptobatopsis bicolor ingår i släktet Leptobatopsis och familjen brokparasitsteklar. Inga underarter finns listade i Catalogue of Life.